# Palaquium sukoei
Palaquium sukoei är en tvåhjärtbladig växtart som beskrevs av Cecil Ernest Claude Fischer. Palaquium sukoei ingår i släktet Palaquium och familjen Sapotaceae. Inga underarter finns listade i Catalogue of Life.